# Blues rock
Blues rock je zvrst glasbe, ki se je razvila sredi šestdesetih let - iz zvrsti blues in rock. V primerjavi z zvrstjo boogie rock, ki bazira predvsem na boogie ritmu, je ta zvrst veliko bolj obširna, saj vključuje skozi različna obdobja zasedbe, ki so združevale zelo različne stile : folk rock, psihedelični rock, rock'n'roll, surf rock in drugo.

## 1960s
- Allman Brothers Band
- The Animals
- Jeff Beck Group
- Mike Bloomfield
- Canned Heat
- Eric Clapton
- Cream
- The Doors
- Fleetwood Mac
- Lonnie Mack
- Free
- Rory Gallagher
- Jethro Tull
- Janis Joplin
- Jimi Hendrix
- John Mayall
- Led Zeppelin
- The Rolling Stones
- Status Quo
- Ten Years After
- Johnny Winter
- The Yardbirds:

## 1970s-1980s
- AC/DC
- Aerosmith
- Bad Company
- Derek and the Dominos
- Foghat
- The Hamsters:
- Gary Moore
- Lynyrd Skynyrd
- George Thorogood
- Stevie Ray Vaughan
- Joe Walsh
- Whitesnake
- ZZ Top

## 1990s-2000s
- The Black Crowes
- Joe Bonamassa
- Popa Chubby